# Chamaeleo conirostratus
Chamaeleo conirostratus este o specie de cameleon din genul Chamaeleo, familia Chamaeleonidae, ordinul Squamata, descrisă de Tilbury 1998. Conform Catalogue of Life specia Chamaeleo conirostratus nu are subspecii cunoscute.